# Chalcis almon
Chalcis almon är en stekelart som beskrevs av Walker 1846. Chalcis almon ingår i släktet Chalcis och familjen bredlårsteklar. Inga underarter finns listade i Catalogue of Life.